# Neocucumis marionii
Neocucumis marionii is een zeekomkommer uit de familie Cucumariidae.
De wetenschappelijke naam van de soort werd in 1877 gepubliceerd door Emil von Marenzeller.